# Dobrin Petkov
Dobrin Petkov (en bulgare : Добрин Петков) (24 août 1923 – 10 février 1987) est un chef d'orchestre bulgare.

## Biographie
Né à Dresde, en Allemagne, Dobrin Petkov est le fils d'un célèbre pédagogue de violon, Hristo Dobrev Petkov, dont les étudiants étaient des musiciens de premier ordre en Bulgarie et à l'international. Sa mère, Tsvetana Zografova, étudiait le chant à Vienne. Elle était soliste au Théâtre Opérette de Sofia, professeur de chant et interprète de musique de chambre.
Tôt dans l'enfance, Dobrin Petkov démontre des talents musicaux indéniables, et il commence des leçons avec son père dès l'âge de cinq ans. Il étudie le violon avec une persévérance et un intérêt inhabituels chez un enfant. À 8 ans, il joue une sonate de Mozart devant une audience, à 9 ans, donne son premier vrai concert à Sofia, à 11 ans, il joue la Symphonie espagnole d'Édouard Lalo avec un orchestre, à 12 ans, il dirige deux œuvres musicales d'une école de théâtre pour enfants à Belgrade et donne 20 concerts de violon en Bulgarie, plus un à Belgrade avec Pancho Vladigerov. En 1937, sur l'insistance de l'ambassadeur britannique de Sofia, Charles Henry Bentinck (en), une bourse d'études est donnée pour la première fois à un Bulgare afin d'étudier le violon et la direction d'orchestre au Royal College of Music de Londres. La guerre le ramène en Bulgarie en 1939, où s'ensuivent lycée, université, mobilisation, guerre, blessure à la jambe, etc. En 1946, après avoir obtenu sa licence à l'Académie nationale de musique de Sofia, il commence à travailler à l'Orchestre philharmonique de Sofia en tant que violoniste et apprenti chef d'orchestre. En septembre 1950, il est nommé à Roussé, où il dirige beaucoup, aussi bien des opéras que des orchestres symphoniques. En tant que pédagogue, il travaille toujours avec chaque membre de l'orchestre et avec chaque chanteur. Il est également premier violon dans le quartet formé par la suite et plusieurs fois soliste dans les concerts classiques. Durant les cinq années passées à Roussé, il dirige 143 opéras et plus de 100 concerts.
En 1956, il est nommé chef d'orchestre principal de Plovdiv, et en 1962, de l'Opéra national de Sofia, où il dirige Don Giovanni de Mozart. Il dirige l'Orchestre philharmonique de Sofia de 1963 à 1969, avec lequel il fait des tournées à Beyrouth et à Damas, en Grèce, en Italie, en France, en URSS, en Allemagne, etc. Pour des raisons personnelles et éthiques, il démissionne et reste seulement professeur de direction d'orchestre à l'Académie de musique à temps partiel, pendant quatre ans, durant lesquels il fait encore des tournées en Hongrie, en Pologne, en Tchécoslovaquie, à Cuba, en URSS, en RDA, etc.
Il retourne à Plovdiv une seconde fois en tant que chef principal, où il met en scène La Flûte enchantée en 1971, et effectue là encore des tournées avec l'orchestre, en RDA, en Tchécoslovaquie, en Espagne, en Italie, en France, en URSS, en Roumanie, en Grèce, à Cuba, etc.
En 1986, il dirige Otello de Verdi à l'opéra de Plovdiv. Il dirige aussi des concerts éducatifs devant des écoliers, des étudiants, des soldats et des gens ordinaires, ainsi que des concerts avec de jeunes musiciens débutants. Il a aussi dirigé de nombreuses œuvres de compositeurs bulgares et étrangers pour la première fois, portant une attention spéciale à ceux de son pays : « Il y a toujours quelqu'un pour prendre soin des auteurs étrangers. Nous devrions prendre soin des nôtres ».
Il meurt à Sofia en 1987.

## Sources
- (en) Cet article est partiellement ou en totalité issu de l’article de Wikipédia en anglais intitulé « Dobrin Petkov » (voir la liste des auteurs).